# Lačni pohod
Lačni pohod (rusko Голодный поход, Golodni pohod) je bil umik Orenburške neodvisne armade pod poveljstvom generalov Aleksandra Dutova in Andreja Bakiča pozimi 1919–1920 z območja okoli Kokčetava čez Sergiopol in skozi  Kazahstan proti Sedmorečju na kazahstansko-kitajski meji.  

## Zgodovina
Umik se je začel 22. novembra 1919, potem ko je Rdeča armada zavzela Omsk. Glavnina Bele armade se je v velikem sibirskem ledenem pohodu usmerila na vzhod proti Bajkalskemu jezeru, orenburška vojska pa je ubrala nekoliko bolj jugovzhodno pot skozi Kazahstan proti Sergiopolu. 
1. decembra so čete Rdeče armade zavzele Semipalatinsk in 10. decembra Barnaul in tako odrezale Dutovovo armado od glavnine Bele armade pod Vladimirjem Kappelom. Edina možna pot je ostala pot proti jugu do Sedmorečja, ki je bilo pod nadzorom atamana Anenkova. 13. decembra je Rdeča armada zavzela Karkaralinsk in Dutovove sile prisilila na umik iz Sergiopola proti Sedmorečju in kitajski meji. Ta del poti, dolg približno 600 km, je bil najtežji in številni umikajoči se kozaki in begunci so umrli zaradi lakote in bolezni. 
Vojaki so se umikali po redko poseljenem, pustem terenu in morali prenočevati na prostem in jesti konje in kamele. Lokalno prebivalstvo ni moglo preživeti več tisoč dodatnih ljudi. Umrljivost zaradi mraza, lakote in tifusa je naraščala. Hudo bolne so pustili umirati v naseljih, saj pokojnikov ni bilo niti časa niti mogoče pokopati v zmrznjeno zemljo. Dolgi dnevni pohodi so omogočili, da se je glavnina vojske umaknila pred nasprotnikom, čeprav so jo pogosto napadali Kazahi. 
Ostanki orenburške vojske so dosegli Sedmorečje 31. decembra 1919 in naleteli na sovražni sprejem Anenkovih kozakov. Ocenjuje se, da je umrla polovica od 20.000 mož, ki so odšli na pohod, in da je bilo 90 % preživelih bolnih z različnimi stopnjami tifusa. Orenburška armada je do marca taborila v Sedmorečju. Ko se ji je približala Rdeča armada, je  med marcem in majem 1920 skupaj s 4000 sedmoreškimi kozaki prestopila kitajsko mejo, kjer so jo internirali.

## Vir
- Лейбург А.Ю. Южная армия Восточного фронта в 1919 году (военно-исторический очерк). Белград, 1925.